# Szózat
Lo Szózat (lett. "L'Appello", pron. ˈsoːzɒt) è uno dei più importanti canti patriottici ungheresi, composto da Béni Egressy nel 1843 su testo del poeta Mihály Vörösmarty. Seppur De facto esso sia considerato dalla comunità ungherese il "secondo inno nazionale" al fianco dell'Himnusz; de iure solo il secondo gode di riconoscimenti costituzionali in quanto simbolo e canto nazionale.

## Storia

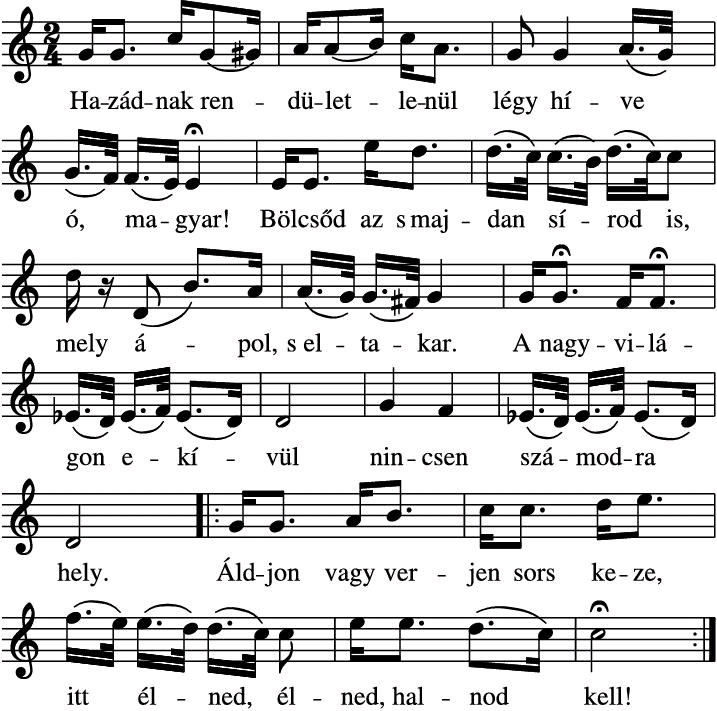
Spartito musicale dello Szózat.

Mihály Vörösmarty scrisse la poesia patriottica Szózat nel 1836, e la fece pubblicare nell'almanacco Aurora l'anno seguente. Béni Egressy scrisse la musica per il poema nel 1843, quando Endre Bartay, il direttore del teatro nazionale.
L'opera fu presentata per la prima volta il 10 maggio 1843 al Nemzeti Színház, venendo accolto bene e definito sin da subito come "canto di pace e di guerra della nazione".

## Differenze con l'Himnusz
Il titolo dell'opera di Vörösmarty definisce chiaramente la sua natura: è un discorso, un’orazione che il poeta rivolge direttamente al popolo ungherese. Pur affrontando temi simili a quelli trattati da Ferenc Kölcsey nelle sue poesie, lo Szózat si distingue per un tono completamente diverso. Mentre l'Himnusz è una preghiera che assume un carattere supplichevole verso la sua conclusione, lo Szózat ha l'energia di un discorso solenne, rivolto a ispirare patriottismo e fedeltà.
L'Himnusz si chiude quasi implorando, ma lo Szózat si presenta come un'esortazione incrollabile, che riconosce i rischi e le difficoltà, ma non rinuncia a guardare al futuro con speranza. Pur considerando la possibilità della fine della nazione ("E se dovrà venire, verrà la gloriosa morte"), lo Szózat lascia spazio alla speranza in un'epoca migliore ("Un giorno migliore, più giusto arriverà ancora"). La poesia dedica tre strofe al passato e sei al futuro, tracciando un percorso che combina consapevolezza storica e fiducia nella rinascita.
Questo contrasto tra i due testi evidenzia la differenza tra la supplica quasi intima e religiosa dell’Himnusz e l’oratoria energica e motivazionale del Szózat, che mira a coinvolgere il popolo e ispirarne l’azione.